# Tot el que no ens vam dir
Tot el que no ens vam dir és un musical català amb llibret i lletres d'Alícia Serrat i música de Miquel Tejada. L'espectacle parla d'un grup d'estudiants de la Facultat de Filosofia que es reuneixen per fer un treball el desembre de 1999, just al final del mil·lenni. A través de salts temporals, es van coneixent les seves històries amoroses i, a través de les preguntes del treball, els estudiants qüestionen la seva pròpia moralitat.
El musical es va poder veure a El Maldà de Barcelona el maig i juny de 2018, reposant-se l'estiu del mateix any i tornant una tercera temporada la primavera de 2019 dins la Trilogia de l'Amor, una trilogia de musicals escrits per Alícia Serrat amb la temàtica comuna de l'amor.

## Producció
Després de l'èxit aconseguit amb Per si no ens tornem a veure l'any 2017, Daniel Anglès va proposar a Alícia Serrat escriure una trilogia d'espectacles musicals relacionada amb l'amor. Per aquesta segona entrega, enfocada als "amors que fan mal", es va decidir ambientar-la als anys 90 i comptar amb la música de Miquel Tejada per dotar el musical d'un estil més pop.
El 26 de maig de 2018, l'espectacle es va veure per primera vegada en una funció prèvia al Teatre Magatzem de Tarragona. El 30 de maig del mateix any, el musical es va estrenar a El Maldà de Barcelona dins la temporada 2017-2018. Gràcies a l'èxit de públic, l'espectacle va ser reprogramat durant l'agost de 2018, on va estar fent funcions durant un mes. L'11 de novembre de 2018, l'obra es va poder veure al Teatre Bravium de Reus dins el marc del Reus Teatre Musical 2018. L'espectacle es va poder veure una última temporada la primavera de 2019 a El Maldà, amb les incorporacions al repartiment d'Eloi Gómez com a Víctor en algunes funcions i Maria Codony com a Marina en algunes funcions. Durant aquesta última temporada, Tot el que no ens vam dir va estar compartint cartell amb Per si no ens tornem a veure i El temps que no tindrem, obres germanes de la Trilogia de l'Amor.

## Argument
La història comença en l'actualitat, amb l'Anna recordant com va ser el 1999, amb el nou mil·lenni a tocar. El desembre d'aquell any, un grup de cinc estudiants està preparant un treball de filosofia per la universitat.
De sobte ens trobem al dia en què l'Anna i la Marina coneixen la Cris, una noia entranyable, però bastant peculiar (Calma't, Cris). Tornant a la nit del treball, el grup es pregunta si són bones persones i comença un debat sobre què vol dir ser bona persona.
En una escena paral·lela, la Cris li pregunta a la Marina què és estar enamorada mentre, en un altre espai, el Rai i en Víctor es pregunten el mateix. Mentrestant, l'Anna s'està preparant per anar al cinema amb la seva parella fins que descobrim que, en realitat, l'Anna està tenint una aventura amb en Víctor i la seva parella és, en realitat, el Rai. Amb un altre salt temporal, en Víctor li reclama a l'Anna que deixi al Rai, però ella no està segura de prendre aquesta decisió. Paral·lelament, la Marina segueix reflexionant sobre què és l'amor (Tothom creu saber).
En Víctor pensa en l'Anna (No sé per què - Reprise) mentre aquesta intenta prendre la decisió de deixar el Rai, però a ell se li mor la mare i no es veu amb forces d'abandonar-lo. El grup va a veure'l a la funerària i, posteriorment, al funeral, on en Rai fa un parlament per la seva mare (Buit).

## Recepció
L'espectacle va ser un èxit de públic, exhaurint gairebé totes les funcions i sent reprogramada per dues temporades més, una el mateix estiu i l'altre la primavera de l'any següent. Les crítiques cap a l'espectacle van ser generalment positives, lloant sobretot l'estructura dramàtica. Jordi Bordes, de Recomana.cat va dir que "la dramaturga i directora Alícia Serrat troba, novament, la manera de trencar la narrativitat lineal, de sorprendre el públic i emocionar-lo. Potser és la vegada que emociona més".
Lluïsa Guàrdia, d'Espectáculos BCN va destacar que "Tot el que no ens vam dir combina la interpretació i el cant de forma equilibrada com si una fos l’extensió natural de l’altre". Manuel Pérez de Time Out va subratllar que "la partitura de Miquel Tejada –que el mateix autor interpreta al piano–, sense sortir-se en cap moment dels patrons melòdics clàssics del gènere, aconsegueix vehicular la trama de forma dinàmica, fins i tot troba espai per atrevir-se amb els tons més agosarats". Sobre el repartiment, Oriol Company del Núvol va dir que "tots cinc, llum, energia i talent musical, sorprenen per la seva vitalitat juvenil i insolència; per la seva proximitat amb el públic i, sobretot, naturalitat. Sembla que faci anys i panys que volten pels escenaris".
Tot el que no ens vam dir va quedar finalista a la dotzena edició dels Premios Teatro Musical a la categoria de Millor Musica OFF, va ser candidat a les nominacions als Premios del Público Broadway World Spain l'any 2018 en diverses categories.